# 杰罗姆·科恩

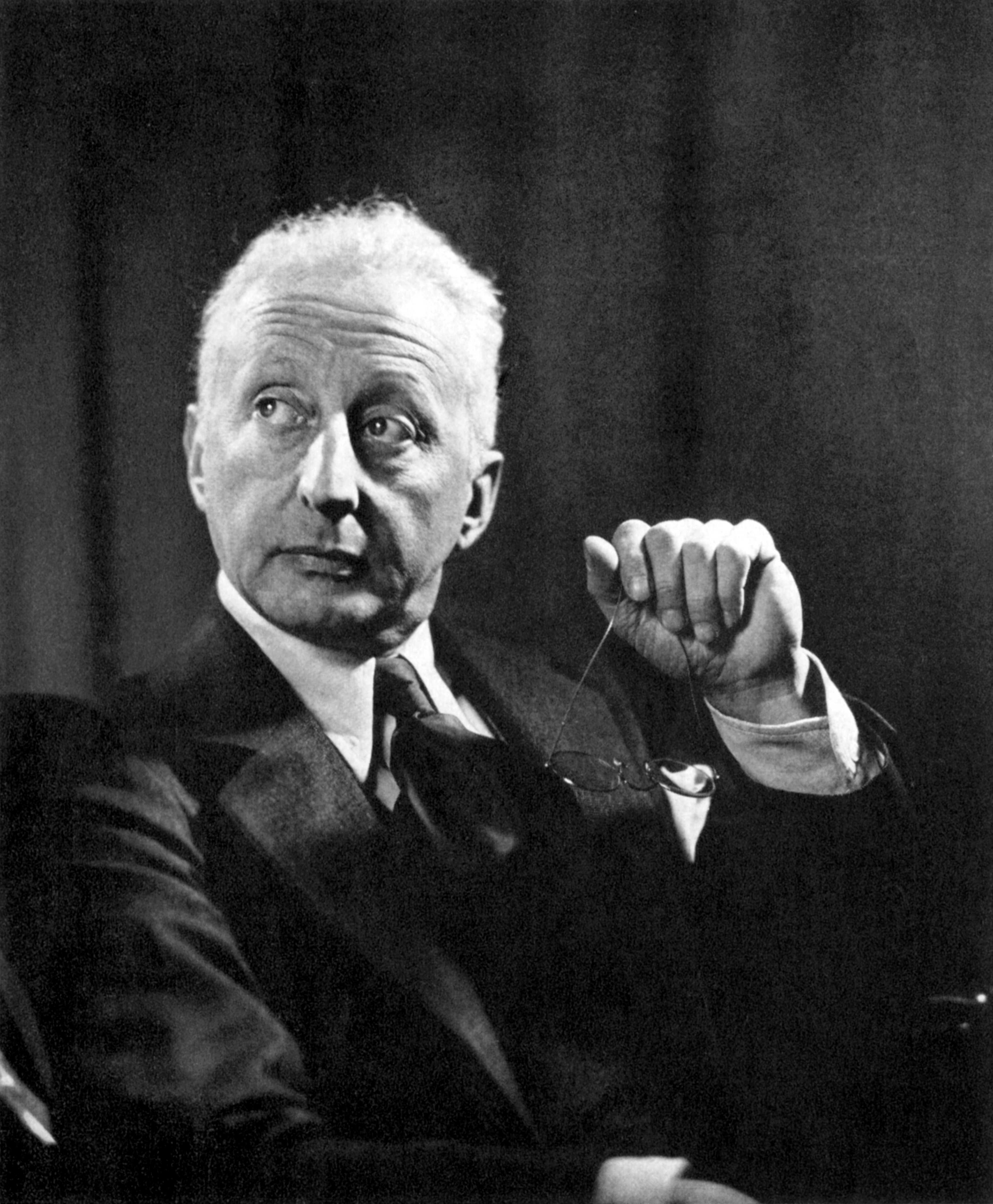
1934年摄

杰罗姆·大卫·科恩（Jerome David Kern，1885年1月27日—1945年11月11日）是一位美国音乐剧和流行音乐作曲家。他是20世纪初期美国戏剧音乐界重要人物，创作了700多首歌曲，用于100多部舞台作品。他与那个时代许多著名作词家都有合作，如小乔治·格罗斯史密斯、盖伊·博尔顿、佩勒姆·格伦维尔·伍德豪斯、奥托·哈巴赫、奧斯卡·漢默斯坦二世、多萝西·菲尔兹、约翰尼·默瑟、艾拉·格什温和叶·哈伯格。

## 生平

### 早年
科恩出生于纽约市萨顿广场。他的父母是犹太德国移民亨利·科恩（Henry Kern，1842-1908年）和波西米亚裔美国犹太人范妮·科恩（Fannie Kern；原姓Kakeles，1852-1907年）。科恩出生时，他的父亲经营着一家寄养马场，后来成为一名成功的商人。科恩在曼哈顿东56街长大，就读于公立学校。他很早就表现出了音乐天赋，他的母亲曾教他弹钢琴和管风琴。
1897年，全家搬到新泽西州纽瓦克，科恩在那里就读纽瓦克高中（今巴林杰高中）。1901年，他为学校的第一部音乐剧配乐，1902年1月又为纽瓦克游艇俱乐部上演的业余音乐剧《汤姆叔叔的小屋》创作了歌曲。1902年春天，科恩高三没毕业就辍学而去，科恩的父亲想让儿子和他一起做生意，但科恩在经商上表现不佳。同年，科恩进入纽约音乐学院学习，他的第一首钢琴曲《赌场》（At the Casino）也在当年问世。1903年至1905年间，他在德国海德堡的私人导师的指导下继续学习音乐。

### 早期创作
科恩曾在百老匯劇院担任排练钢琴师，也在叮砰巷的音乐出版商那里担任歌曲宣传员。他与查尔斯·弗罗曼签订了一份合同，为百老汇的伦敦演出配乐。
1905年开始，他在伦敦为西区剧院创作，如《巴斯美人》（1906年，与作词家佩勒姆·格伦维尔·伍德豪斯合作），结识小乔治·格罗斯史密斯和西摩·希克斯等人，他们将科恩音乐推广到伦敦各个剧院。 
据信科恩早在1912年就为无声电影创作音乐，但有记录的科恩最早的电影音乐见于《葛罗莉娅的爱情》（1916），由比莉·伯克主演，科恩还为她创作了一些其他作品，如《Mind the Paint》。科恩是美国作曲家、作家和发行商协会的创始成员。
1912年，科恩为百老汇剧作《红色衬裙》（The Red Petticoat）配乐，到第一次世界大战时他已经创作了一百多首歌曲，大部分用于百老汇剧作。科恩的歌曲常以四拍为一个小节，脱离了受欧洲影响的华尔兹旋律，并加入了一些美国的元素，例如雷格泰姆和切分音。他这一时期的名作《They Didn't Believe Me》使科恩在百老汇大受欢迎，影响了好几代人。
1915年5月，科恩原定乘坐皇家邮轮卢西塔尼亚号从纽约前往伦敦，但因熬夜而睡过头，故而幸免于难，原定和他一同出行的查尔斯·弗罗曼遇难。

### 公主剧院音乐剧

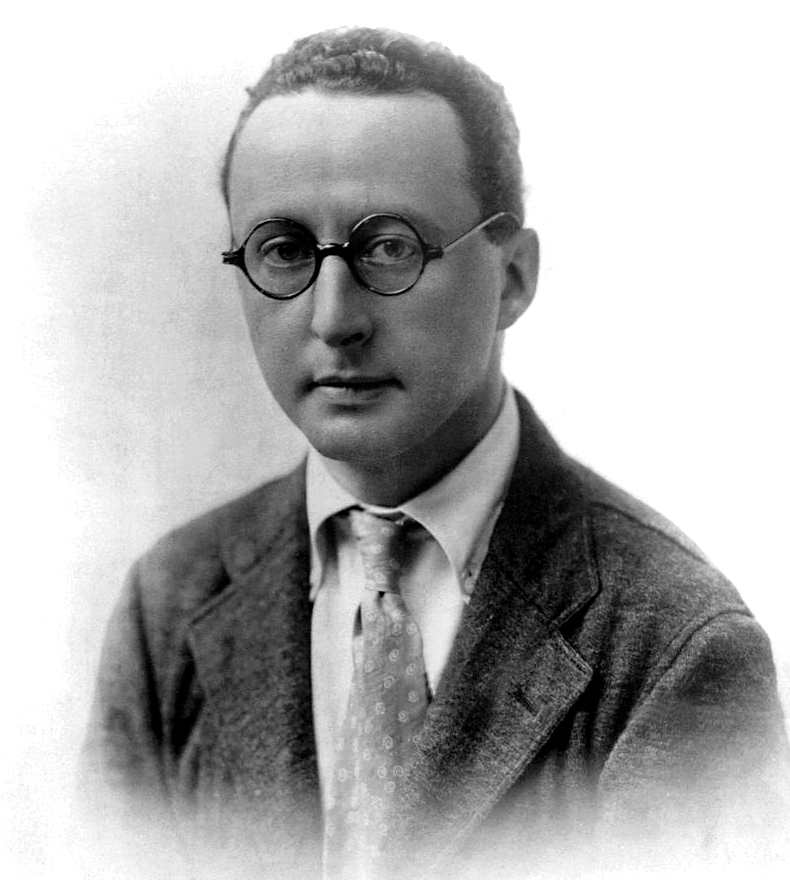
杰罗姆·科恩，1918年

科恩在1915年至1920年间创作了16部百老汇歌曲，还为齐格菲富丽秀等滑稽剧配乐曲。他和剧作家盖伊·博尔顿为百老汇的公主剧院创作了一系列音乐剧。
公主剧场的节目在百老汇独树一帜，它规模虽小但情节巧妙、表演自然，与当时流行的大型作品形成鲜明对比。早期的音乐喜剧常常情节松散，但科恩和博尔顿参考了吉尔伯特和沙利文以及法国喜歌剧，将歌曲和故事结合起来。演出以现代美式布景和简单的场景变化为特色，以适应小剧院的需要。

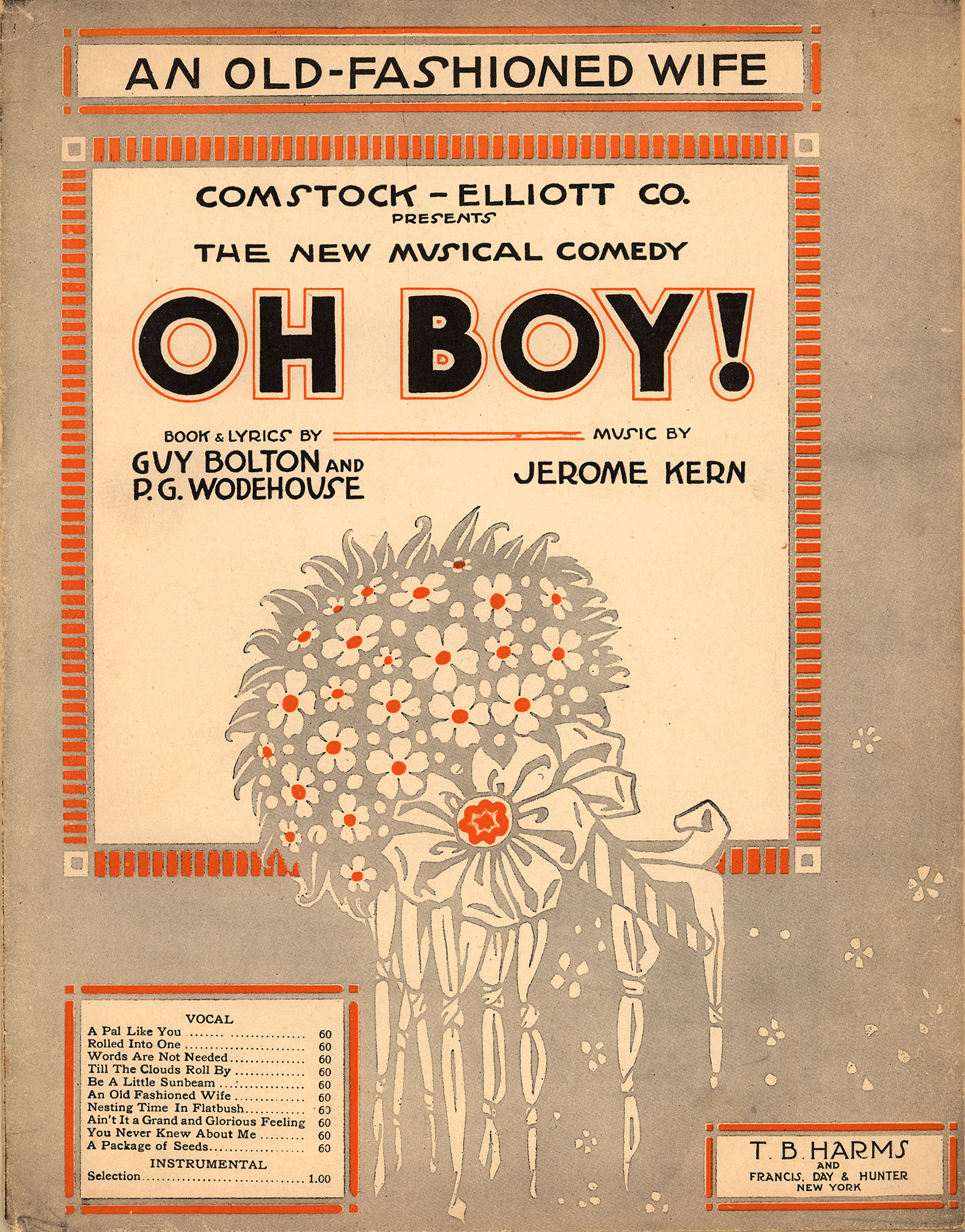
《Oh Boy!》

他们的第一场公主剧院作品为改编自《Mr. Popple (of Ippleton)》的《Nobody Home》（1915），共演出135场。此后，原创作品《Very Good Eddie》（1915）大获成功，演出341场，《Oh Boy!》演出463场。

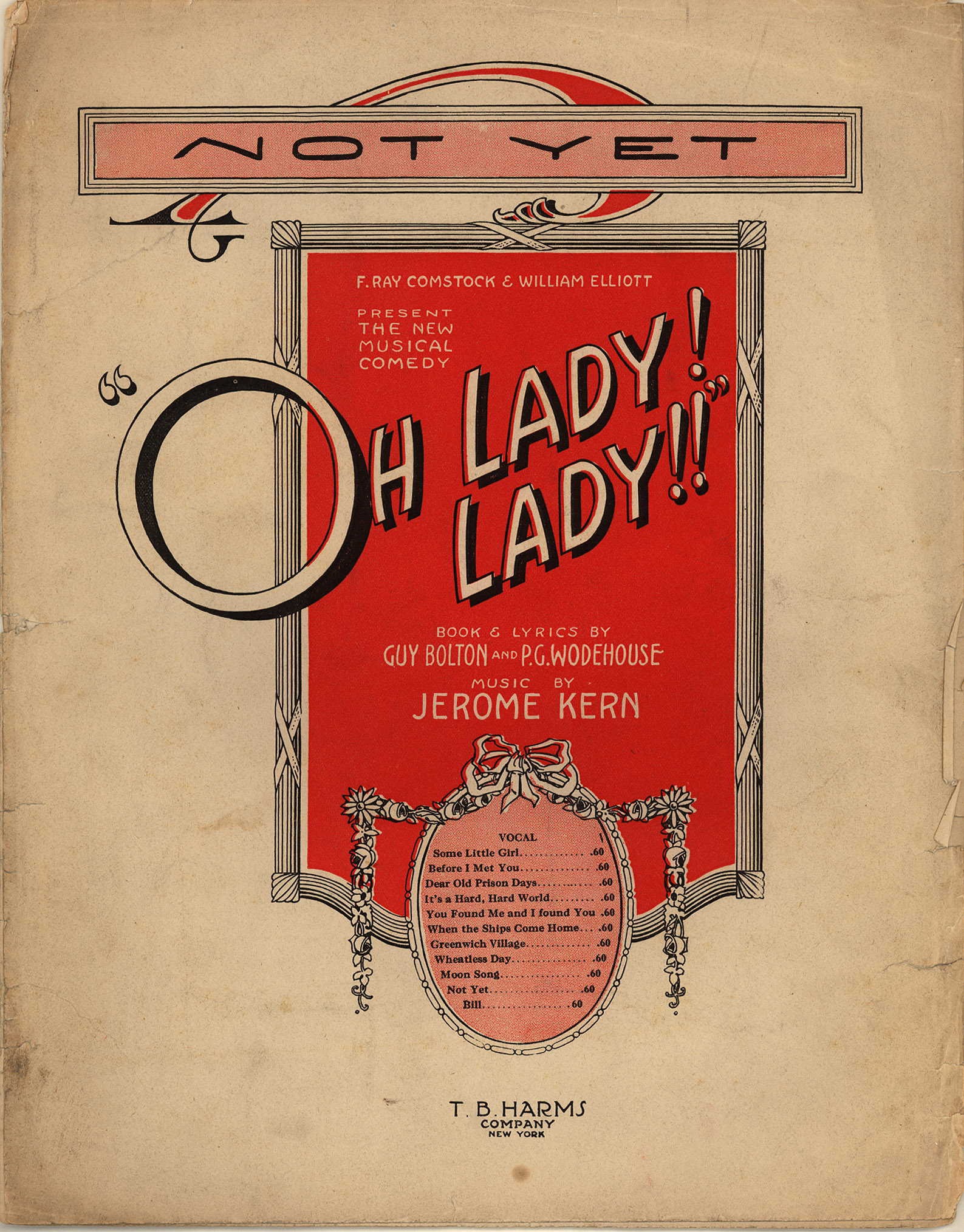
《Oh, Lady! Lady!!》

在《Oh, Lady! Lady!!》（1918）成功后，两人因收入分配不均分道扬镳。他只为公主剧院系列最后一部音乐剧《Oh, My Dear!》（1918）写了一首歌，作品反响一般。

### 1920年代初
1920年代，科恩每年至少创作一部作品，其中第一部是《夜船》（Night Boat） 。同年晚些时候，科恩为《莎莉》（Sally）配乐，《莎莉》演出了 570 场，他的配乐《寻找一线希望》（Look for the Silver Lining） 捧红了玛丽莲·米勒。但期间也有失败作品如《The Bunch and Judy》，剧中科恩和弗雷德·阿斯泰爾第一次合作。
1925年，科恩遇到了奧斯卡·漢默斯坦二世，并与他建立了终生的友谊和合作。年轻时科恩本是一个好相处的人，但中年时性格变得有些乖僻 ，很少与别的作词家长期合作，只有汉默斯坦例外。他们的第一部作品是《Sunny》 ，该剧在百老汇上演了517场，次年又伦敦西区上演了363场。

### 演艺船
科恩喜欢埃德娜·费伯的小说《演艺船》，说服汉默斯坦做编剧、齐格菲尔德做制作人。故事涉及种族主义、婚姻冲突和酗酒，这在音乐喜剧中闻所未闻。尽管心存疑虑，很欣赏他的齐格菲尔德还是同意了。戏剧大受好评，也极其卖座。科恩为其制作的配乐包括《Ol'Man River》《Can't Help Lovin' Dat Man》《Make Believe》《You Are Love》等等。该剧在百老汇上演了572场，在伦敦也取得了成功。

### 转向好莱坞
科恩在1920代的最后一场百老汇作品是《Sweet Adeline》（1929），剧本在大萧条前上映，好评如潮。
1929年，科恩进军好莱坞，监制1929年电影版的《莎莉》，在尝试了几部电影后，他重返舞台，制作了百老汇音乐剧《猫与小提琴》（The Cat and the Fiddle，1931），演出了395场，在大萧条时期取得了巨大成功。
科恩的《三姐妹》（Three Sisters，1934）是他在西区的最后一场演出，剧本由汉默斯坦创作。这部音乐剧失败了，只演出了两个月，一些英国评论家很反感美国作家撰写英国故事，尽管科恩和汉默斯坦都是亲英派。科恩的最后一场百老汇演出（复排除外）是《五月的温暖》（Very Warm for May， 1939），但也失败了，尽管配乐包括其经典作品《All The Things You Are》。
1935年，音乐电影在巴斯比·伯克利的推动下再次流行起来时，科恩回到了好莱坞，1937年在好莱坞定居 。1939年心脏病发作后，他遵循医生的建议只从事压力较小的电影配乐，后者不像百老汇那样需要作曲家深入参与。科恩好莱坞取得了巨大的艺术和商业成功。期间参与的作品包括《空中音乐》 （Music in the Air，1934年）、《甜美的艾德琳》 （Sweet Adeline，1935年）、《罗贝尔塔》（1935）等。
其晚期参与的作品包括《现在的你最可爱》（1942）、《封面女郎》（1944）、《歌声不断》（1944）等。
科恩参与的最后一部好莱坞作品是《百年好合》（1946），并再度获奥斯卡提名。

## 私生活
1909年，科恩在英国逗留期间，与一些朋友在泰晤士河上乘船游览，当船停在泰晤士河畔沃爾頓时，他们去“天鹅”（Swan）的酒馆喝酒，科恩喜欢上店主的女儿、当时在店里工作的伊娃·莱尔（Eva Leale；1891-1959年）。两人于1910年10月25日在沃尔顿的圣玛丽教堂举行了婚礼。科恩在英国时，两人就住在天鹅酒馆。科恩和他的妻子伊娃经喜欢乘游艇度假，他自己喜欢收集善本、赌马。
1929年1月，科恩在纽约安德森画廊拍卖了他十多年来收集的英国和美国文学作品，包含大量18世纪和19世纪作家的首版书和手稿，卖出破记录的1,729,462.50美元（相当于2023年的$30,687,895）。藏品包括羅伯特·伯恩斯、珀西·比希·雪莱、乔纳森·斯威夫特、亨利·菲尔丁和查尔斯·狄更斯的书，以及亚历山大·蒲柏、约翰·济慈、雪莱、拜伦勋爵、托马斯·哈代等的手稿。
1945年秋天，科恩回到纽约，监督新版《演艺船》的试镜，并为音乐剧《飞燕金枪》配乐。1945年11月5日，60岁的他走到公园大道和57街的拐角处突发脑溢血，经过一次转院，抢救无效身亡，去世时汉默斯坦陪在他身边，为他哼唱了《I've Told Ev'ry Little Star》。《飞燕金枪》配乐任务随后转给歐文·柏林。
科恩安葬于纽约州西徹斯特郡的芬克里夫墓園。他的女儿伊丽莎白·“贝蒂”·简·科恩（Elizabeth“Betty”Jane Kern，1918-1996年） 先后嫁给阿蒂·肖、杰克·卡明斯。科恩的妻子再婚，嫁给了一位名叫乔治·拜伦的歌手。
科恩去世时，米高梅正在拍摄他的生活的虚构传记电影《乱云飞渡》，该片于1946年上映，由罗伯特·赫德森·沃克饰演科恩。

## 荣誉
杰罗姆·科恩曾八次获得奥斯卡金像奖提名，其中两次获奖。其提名有七项是最佳原创歌曲，还有一项是最佳原创乐谱。
1970年，科恩入选作曲家名人堂。1985年，美國郵政署发行了一张印有他头像的22美分邮票。感恩至死乐队吉他手杰罗姆·约翰·加西亚的名字也来自于他。

### 奥斯卡最佳原创歌曲奖
- 1935：Lovely to Look At（《罗贝尔塔》）
- 1936：The Way You Look Tonight （《Swing Time》，获奖）
- 1941：The Last Time I Saw Paris （《Lady Be Good》，获奖）
- 1942：Dearly Beloved（《现在的你最可爱》）
- 1944：Long Ago (and Far Away)（《封面女郎》）
- 1945：More and More（《歌声不断》，死后提名）
- 1946：All Through the Day（《百年好合》，死后提名）

### 奥斯卡最佳原创配乐奖
- 1945：Can’t Help Singing（《歌声不断》，死后提名）